# Jaskinia Krwawego Nosa
Jaskinia Krwawego Nosa (Jaskinia Żwirowa, Żwirowa Dziura) – jaskinia w Dolinie Kościeliskiej w Tatrach Zachodnich. Wejście do niej znajduje się w masywie Organów, w pobliżu Jaskini Naciekowej, na wysokości 1190 m n.p.m. Długość jaskini wynosi 14 metrów, a jej deniwelacja 4 metry.

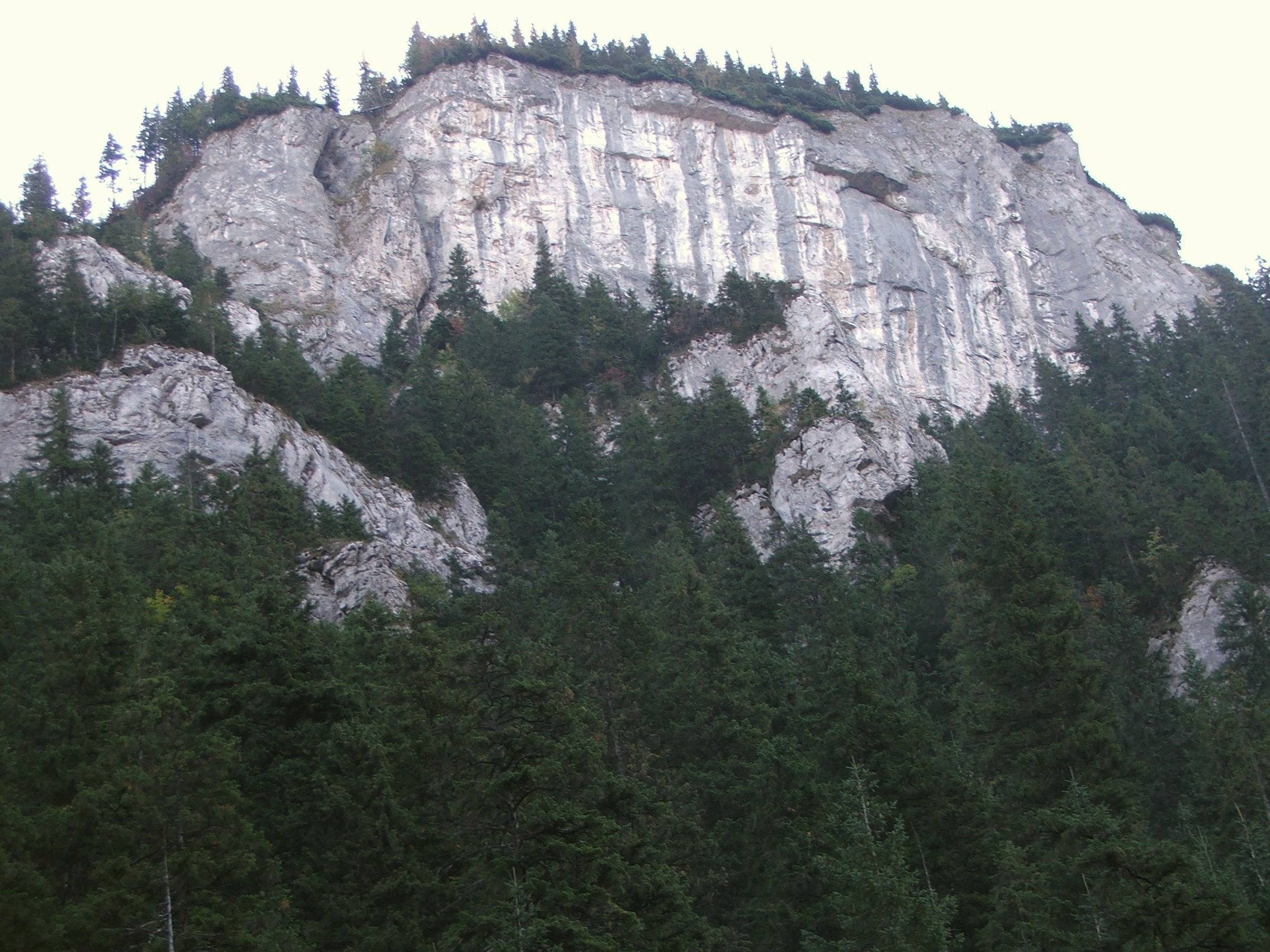
Organy w Dolinie Kościeliskiej

## Opis jaskini
Duży otwór jaskini podzielony jest na dwie części. W dolnej części zaczyna się wąski, szczelinowy, 9-metrowy korytarzyk. Z górnej części wchodzi się do niewielkiej salki, skąd odchodzi krótki, 3-metrowy ciąg.

## Przyroda
W jaskini można spotkać nacieki grzybkowe. Ściany są suche, rosną na nich porosty.

## Historia odkryć
Jaskinię odkryli Stefan Zwoliński i Jerzy Zahorski latem 1934 roku. Nazwa jaskini wzięła się z podobieństwa do pobliskiej Jaskini pod Ostrewką, która początkowo nosiła nazwę Jaskinia Krwawego Nosa.